# 바랑기아 친위대
바랑기아 친위대(Varangian Guards)는 10세기부터 14세기까지 동로마 황제의 개인 경호를 맡았던 동로마 제국군의 정예 부대였다. 바랑기아 친위대는 주로 북유럽 출신의 모집자들로 구성되었으며, 스칸디나비아 출신의 노르드인들이 주축을 이루었지만 잉글랜드 출신의 앵글로색슨인들도 포함되었다. 동로마 제국의 황제는 국내 정치적 충성심이 없는 외국인을 개인 경호원으로 활용하는 정책을 의도적으로 추진하였는데, 이는 그들이 충성심이 의심스러운 동로마 파벌의 반란을 효과적으로 진압할 수 있었기 때문이다.
바랑기아 친위대의 초기 구성원은 루스인이었다. 그들은 874년부터 동로마 제국에서 복무를 시작하였다. 이 친위대는 키예프 루스의 기독교화 이후 988년 바실리오스 2세 황제 치하에서 공식적으로 조직되었다. 키예프의 블라디미르 1세는 바랑기아 전사들로 구성된 군대를 이용해 키예프에서 권력을 장악한 후 군사 지원 협정의 일환으로 바실리오스에게 6,000명의 병력을 보냈다. 바실리오스는 충성심이 자주 변하며 치명적인 결과를 초래했던 기존 동로마 경호원들에 대한 불신과, 이전에 동로마에서 복무한 경험이 있었던 바랑기아인의 검증된 충성심을 이유로 이들을 개인 경호원으로 고용하였다.
초기 11세기 동안 스칸디나비아 이민자들(대부분 스웨덴 출신이지만 덴마크와 노르웨이 출신도 포함)이 바랑기아 친위대의 조직을 거의 전적으로 노르드인의 색채로 유지하였다. 스웨덴의 역사학자 알프 헨릭손은 저서 스웨덴 역사에서 노르드 바랑기아 경호원들이 긴 머리, 왼쪽 귀에 끼운 루비 장식, 그리고 사슬 갑옷에 수놓인 용 문양으로 식별되었다고 설명하였다. 이 시기에 스웨덴 남성들이 동로마 제국의 바랑기아 친위대에 입대하기 위해 대규모로 떠났으며, 이에 따라 스웨덴의 중세 법률인 베스트예탈라겐(Västgötalagen)은 "그리스"(당시 스칸디나비아인들이 동로마 제국을 부르던 명칭)에 머물고 있는 동안 상속을 받을 수 없다고 명시하였다. 이러한 법령은 이민을 억제하기 위한 것이었는데, 특히 키예프 루스(약 980–1060)와 런던(1013–1051)의 두 다른 유럽 궁정에서도 스칸디나비아인을 모집하고 있었기 때문이다.
설립 초기 100년 동안 주로 노르드인과 루스인으로 구성되었던 바랑기아 친위대는 잉글랜드의 노르만 정복 이후 앵글로색슨인의 비율이 증가하기 시작하였다. 11세기 후반 알렉시오스 1세 시기에는 바랑기아 친위대가 주로 앵글로색슨인들과 노르드인들로 구성되었으며, 이들은 바이킹과 그 친척인 노르만족에 고통받았던 이들이 많았다. 앵글로색슨인과 다른 게르만계 민족들은 바이킹과 사실상 마찬가지로 죽음에 이르기까지 충성을 다하는 전통을 공유하였고, 잉글랜드의 노르만 침공으로 인해 땅과 주군을 잃은 많은 전사들이 새로운 복무처를 찾게 되었다.
바랑기아 친위대는 동로마 황제의 경호를 제공하는 것뿐만 아니라 많은 전투에 참여하였고, 종종 결정적인 순간에 투입되어 전황을 뒤집는 역할을 하였다. 13세기 말에는 바랑기아 친위대가 거의 대부분 동로마 그리스인들에 의해 민족적으로 동화했으나, 이 부대는 최소한 14세기 중반까지 존재하였다. 1400년에도 콘스탄티노폴리스에서 자신을 "바랑기아인"이라고 칭하는 이들이 여전히 있었다.

## 같이 보기
- 후스카를
- 맘루크